# عدوى السل الكامن
عدوى السل الكامن أو مرض السل الكامن (بالإنجليزية: Latent tuberculosis)‏ في هذه الحالة، تحدث عدوى السل، لكن هذه البكتيريا تبقى في الجسم في حالة غير نشطة ولا تتسبب في أي أعراض. مرض السل الكامن، يسمى أيضًا مرض السل الغير نشط أو عدوى السل.

## الأسباب
تسبب بكتيريا تسمى (مايكو يكتيريم توبركلوسس) مرض السل عن طريق البكتيريا التي تنتقل من شخص لآخر عن طريق الرذاذ المجهرية التي تطلق في الهواء. هذا يمكن أن يحدث عندما يقوم شخص ما مع النموذج.